# (1128) Astrid
Pour les articles homonymes, voir Astrid.
(1128) Astrid est un astéroïde de la ceinture principale découvert le 10 mars 1929 à l'observatoire royal de Belgique à Uccle par l'astronome belge Eugène Joseph Delporte.
Il doit son nom à la reine des Belges Astrid (1905-1935). Il est à son tour l'éponyme de la famille d'Astrid dont il fait partie.
Sa désignation provisoire était 1929 EB.